# Grupul Helsinki Ucraina
Grupul Helsinki Ucraina (în ucraineană Українська Гельсінська Група, transliterat: Ukraiinska Helsinska Hrupa) a fost fondat pe 9 noiembrie 1976, sub denumirea de Grupul Public Ucrainean pentru Promovarea Implementării Acordurilor de la Helsinki privind Drepturile Omului (în ucraineană Українська громадська група сприяння виконанню гельсінських угод, transliterat: Ukraiinska hromadska hrupa spryiannia vykonanniu helsinskykh uhod) pentru a monitoriza drepturile omului în Ucraina. Grupul a fost activ până în 1981, când toți membrii au fost închiși.
Scopul grupului era de a monitoriza respectarea de către Guvernul Sovietic a Acordurilor de la Helsinki, care asigurau drepturile omului. Membrii grupului și-au bazat viabilitatea juridică pe prevederea din Actul Final de la Helsinki, Principiul VII, care stabilea drepturile indivizilor de a-și cunoaște și exercita drepturile și îndatoririle.

## Detalii
Începând cu 1977, filiala externă a Grupului Helsinki Ucrainean și-a început activitățile cu participarea lui Petro Hryhorenko, Nadiya Svitlychna și Leonid Plyushch. Ulterior, Nina Strokata Karavanska și Nadiya Svitlichna au început să găzduiască emisiuni radio pe tema drepturilor omului la Radio Europa Liberă.
Încă din primele zile, grupul a îndurat represiunile autorităților sovietice. În februarie 1977, autoritățile au început să aresteze membri ai Grupului Helsinki Ucrainean, iar în decurs de doi ani, toți membrii fondatori au fost judecați și condamnați la exil sau închisoare pentru 7 până la 10 ani.
La sfârșitul anului 1979, șase membri ai grupului au fost forțați să emigreze, în timp ce alți disidenți ucraineni nu au fost lăsați să facă acest lucru. Autoritățile sovietice au folosit medicina punitivă: unii membri ai Grupului Helsinki Ucrainean (Oksana Meshko, Vasyl Stus, Petro Sichko și fiul său Vasyl) au fost amenințați cu internarea într-o unitate psihiatrică. Hanna Mykhailenko, care era simpatizantă a Grupului, a fost reținută într-un spital de psihiatrie în 1980. Condițiile proaste din lagărele și închisorile sovietice au cauzat ulterior moartea membrilor UHG Oleksiy Tykhy și Vasyl Stus.
În 1982, a fost înființat „Grupul de Inițiativă pentru Apărarea Credincioșilor și a Bisericii”, care se considera parte a mișcării Helsinki din Ucraina. Organizatorii săi, Yosyp Terelia și Vasyl Kobryn, au fost ambii condamnați în 1985.
În 1983, câțiva prizonieri politici din afara Ucrainei (estonianul Mart Niklus și lituanianul Viktoras Petkus) și-au anunțat apartenența simbolică la Grup.
Până în 1983, Grupul Helsinki Ucrainean avea 37 de membri, dintre care 22 se aflau în lagăre de muncă, 5 erau în exil, 6 emigraseră în Occident, 3 fuseseră eliberați și trăiau în Ucraina, iar 1 (Mykhailo Melnyk) s-a sinucis.
Pe 7 iulie 1988, membrii grupului au înființat și au înregistrat oficial Asociația Helsinki Ucraineană, care în 1990 s-a transformat în Partidul Republican Ucrainean. În 2004, a fost înființată Uniunea Ucraineană Helsinki pentru Drepturile Omului, ca o asociație a organizațiilor publice pentru drepturile omului.

## Membri
Conform estimărilor lui Vasyl Ovsiienko, Grupul a implicat în total 41 de persoane. Aproximativ 27 dintre ele au fost condamnate de autoritățile sovietice la închisori și lagăre direct pentru apartenența lor la asociație. Au petrecut în total aproximativ 170 de ani în închisori, spitale de psihiatrie și în exil.

### Grupul Helsinki Ucrainean în străinătate
- Petro Grigorenko
- Leonid Plyushch
- Nina Strokata

În 1980, pentru filiala externă a UHG, Nadiya Svitlychna a devenit editor al publicației „Buletinul Represiunilor din Ucraina”.
Până în 1982, majoritatea membrilor Grupului Helsinki Ucrainean fuseseră arestați:
| Nume                     | Data condamnării  | Sentință |
| ------------------------ | ----------------- | --- |
| Mykola Rudenko           | 1 iulie 1977      | Șapte ani într-un lagăr cu regim sever și cinci ani de exil intern pentru „agitație și propagandă antisovietică”                                                                                   |
| Oleksa Tykhy             | 1 iulie 1977      | Zece ani într-un lagăr cu regim special și cinci ani de exil intern pentru „agitație și propagandă antisovietică” și posesie ilegală de arme (Articolul 222, Codul ucrainean)                      |
| Myroslav Marynovych      | 29 martie 1978    | Șapte ani într-un lagăr cu regim sever și cinci ani de exil intern pentru „agitație și propagandă antisovietică”                                                                                   |
| Mykola Matusevych        | 29 martie 1978    | Șapte ani într-un lagăr cu regim sever și cinci ani de exil intern pentru „agitație și propagandă antisovietică”                                                                                   |
| Levko Lukianenko         | 20 iulie 1978     | Zece ani într-un lagăr cu regim special și cinci ani de exil intern pentru „agitație și propagandă antisovietică”                                                                                  |
| Vasyl Ovsienko           | 7 februarie 1979  | 3 ani + 10 ani; încarcerat până la 12 august 1988 |
| Oles Berdnyk             | 24 decembrie 1979 | Șase ani într-un lagăr cu regim sever și trei ani de exil intern pentru „agitație și propagandă antisovietică”                                                                                     |
| Mykola Horbal            | 21 ianuarie 1980  | Cinci ani de lagăr pentru „rezistență față de un reprezentant al autorității” și tentativă de viol (Articolul 117, Codul ucrainean)                                                                |
| Zenovii Krasivskyi       | 12 martie 1980    | Transferat direct într-un lagăr pentru a ispăși opt luni rămase dintr-o sentință din 1967 și cinci ani de exil intern pentru „agitație și propagandă antisovietică” și „trădare”                   |
| Vitaliy Kalynychenko     | 18 mai 1980       | Zece ani într-un lagăr cu regim special și cinci ani de exil intern pentru „agitație și propagandă antisovietică”                                                                                  |
| Viacheslav Chornovil     | 6 iunie 1980      | Cinci ani într-un lagăr cu regim sever pentru tentativă de viol (arestare înainte de finalizarea unei pedepse anterioare de șase ani de lagăr și trei ani de exil)                                 |
| Olha Heyko               | 26 august 1980    | Trei ani într-un lagăr cu regim general pentru „calomnie antisovietică” (Articolul 187, Codul ucrainean)                                                                                           |
| Vasyl Stus               | 14 octombrie 1980 | Zece ani într-un lagăr cu regim special și cinci ani de exil intern pentru „agitație și propagandă antisovietică” (Articolul 62, Codul ucrainean)                                                  |
| Oksana Meshko            | 6 ianuarie 1981   | Șase luni într-un lagăr cu regim sever și cinci ani de exil intern pentru „agitație și propagandă antisovietică”                                                                                   |
| Ivan Sokulskyi           | 13 ianuarie 1981  | Cinci ani de închisoare, cinci ani de lagăr și cinci ani de exil pentru „agitație și propagandă antisovietică”                                                                                     |
| Ivan Kandyba             | 24 iulie 1981     | Zece ani într-un lagăr cu regim special și cinci ani de exil pentru „agitație și propagandă antisovietică”                                                                                         |
| Petru Pavlovici Rozumnîi | Toamna 1981       | Eliberat condiționat din lagăr, dar a fost repartizat într-o brigadă de muncă forțată |
| Vasyl Striltsiv          | octombrie 1981    | Șase ani de lagăr pentru acuzații necunoscute (în 1979, a fost condamnat la doi ani pentru „încălcarea legilor pașaportului intern”)                                                               |
| Yaroslav Lesiv           | 15 noiembrie 1981 | Cinci ani într-un lagăr cu regim sever pentru „posesie de narcotice” (în 1980, a primit doi ani pentru aceeași acuzație)                                                                           |
| Vasyl Sichko             | 4 ianuarie 1982   | Trei ani într-un lagăr cu regim sever pentru „posesie de narcotice” (în 1979, a primit trei ani pentru „calomnie antisovietică”)                                                                   |
| Yuriy Lytvyn             | aprilie 1982      | Zece ani într-un lagăr cu regim special și cinci ani de exil pentru „agitație și propagandă antisovietică” (în 1979, a primit trei ani pentru „rezistență față de un reprezentant al autorității”) |
| Petro Sichko             | iunie 1982        | Trei ani într-un lagăr cu regim sever pentru „calomnie antisovietică” (în 1979, a primit o pedeapsă similară)                                                                                      |

### În închisorile din Mordovia
- Levko Lukyanenko
- Mykola Rudenko
- Oleksa Tykhy
- Svyatoslav Karavansky
- Volodymyr Romanyuk
- Iryna Senyk
- Danylo Shumuk
- Yuriy Shukhevych
- Oksana Popovych